# Estación Fernández
Fernández es una estación ferroviaria ubicada en la localidad homónima, Departamento Robles, Provincia de Santiago del Estero, Argentina.

## Servicios
La estación corresponde al Ferrocarril General Bartolomé Mitre de la red ferroviaria argentina.
Se encuentra por el momento sin operaciones de pasajeros, sin embargo por sus vías transitan los servicios Retiro - Tucumán de la empresa estatal Trenes Argentinos Operaciones, aunque no hace parada en esta.
En el día 13 de agosto de 2021, se realizó un viaje de prueba entre La Banda y esta estación, para la puesta en marcha de un servicio regional dentro de la provincia de Santiago del Estero. Este servicio estuvo activo hasta noviembre de 2024.